# Saint-Pierre-des-Corps
Saint-Pierre-des-Corps là một xã của tỉnh Indre-et-Loire, thuộc vùng Centre-Val de Loire, miền trung nước Pháp.